# Isoetes bruntonii
Isoetes bruntonii là một loài dương xỉ trong họ Isoetaceae. Loài này được D. A. Knepper & Musselman mô tả khoa học đầu tiên.
Danh pháp khoa học của loài này chưa được làm sáng tỏ. 